# Dörgön
Dörgön (mongoliska: Дөргөн Сум, Дөргөн, Dörgön Sum) är ett distrikt i Mongoliet. Det ligger i provinsen Chovd, i den västra delen av landet, 1 100 km väster om huvudstaden Ulan Bator. Antalet invånare är 2 873. Arean är 4 128 kvadratkilometer.
Terrängen i Dörgön är varierad.